# جمعية الصباغين والملونين
جمعية الصبّاغين والملوّنين (بالإنجليزية:  (The Society of Dyers and Colourists (SDC)‏

Logo

هي مؤسسة اختصاصية عالمية، مركزها في مدينة برادفورد، في المملكة المتحدة. وهي متخصصة في الألوان بكل نشاطاتها. أسست عام 1884 م، ومنحت العقد الملكي لتكوين الشركة في عام 1963 م. أهداف المؤسسة وآمالها: (التقدم في علم اللون) لأقصى حدوده.
نشرت المؤسسة بالتعاون مع الاتحاد الأمريكي لكيميائيي النسيج وملونيه مجلد فهرس الألوان، الذي يعرف بالمرجع الرسمي للأصبغة. يستعمل فهرس الألوان لتوصيف الأصبغة والخضب المستعملة في تلوين الأحبار، والطلاء، والنسيج، واللدائن، والمواد الأخرى.

## وصلات خارجية
- Society of Dyers and Colourists

‌